# Søren Rieks
Søren Krucov Rieks (udtales Rex, født den 7. april 1987) er en dansk fodboldspiller, der spiller i den svenske klub Malmö FF.

## Karriere

### Esbjerg
Søren Rieks startede i Esbjerg fB som ungdomsspiller. Han slog for alvor igennem på Esbjergs førstehold i sæsonen 2007/08, hvor han etablerede sig som stamspiller på holdet og blandt andet var med til at spille klubben i pokalfinalen 2008. Rieks scorede to mål i finalen med Esbjerg tabte alligevel til Brøndby IF med 3-2. I sommeren 2008 forlængede Rieks sin kontrakt med Esbjerg frem til 2013. Han nåede dog ikke at spille kontrakten færdig da han i sommeren 2012 blev solgt til den hollandske klub NEC Nijmegen.

### NEC Nijmegen
I sommeren 2012 indgik Søren Rieks en treårig aftale med den hollandske Æresdivision-klub NEC Nijmegen. Her spillede han de følgende to sæsoner, men måtte efter en skuffende 2013-14 sæson se klubben rykke ned til den næstbedste liga i landet.

### IFK Göteborg
Rieks skiftede i august 2014 til den svenske traditionsklub IFK Göteborg. Her skrev han under på en kontrakt gældende for tre et halvt år.

### Landshold
Rieks har spillet på det danske U/21-landshold, og blev i december 2008 udtaget til Danmarks Ligalandshold.

## Titler
- Esbjerg fB
  - 1. division: 2011/12
- Individuelt
  - Årets profil i 1. division kåret af Spillerforeningen: 2011[8]